# Oskar Awejde
Oskar Awejde (ur. 1837 w Mariampolu, zm. 20 sierpnia 1897 we Wiatce) – prawnik, powstaniec styczniowy, członek Tymczasowego Rządu Narodowego i Komitetu Centralnego Narodowego. Jeden z przywódców stronnictwa czerwonych, związany z jego umiarkowanym skrzydłem.
Ojciec Marii Awejde. Absolwent prawa Uniwersytetu Petersburskiego, które ukończył w 1858 r. Następnie studiował na uczelniach niemieckich i francuskich. Od 1862 organizował konspirację przedpowstaniową.
Jako prawnik zredagował  dekret uwłaszczeniowy, wydany w dniu wybuchu powstania. Wszedł do Tymczasowego Rządu Narodowego. Wysłany na Litwę jako  komisarz Rządu Narodowego. 3 września 1863 został przez Rosjan aresztowany. W śledztwie załamał się, wydając tysiące nazwisk powstańców i dekonspirując całą strukturę rządu podziemnego. Zesłany został do guberni wiackiej, a później zezwolono mu na zamieszkanie w stolicy tejże, gdzie prowadził praktykę adwokacką.